# Аллен, Август
Август Чапман Аллен (англ. Augustus Chapman Allen, 4 июля 1806 — 11 июня 1864) — основатель города Хьюстон (штат Техас, США) вместе со своим братом Джоном Алленом.

## Биография

### Детство и молодость
Август был слабым по здоровью с рождения. В возрасте 17 лет закончил Политехнический институт в городе Читтенанго (штат Нью-Йорк), где позже стал профессором и учителем математики. В 1827 году ушёл из института и стал работать в компании H. and H. Canfield бухгалтером в Нью-Йорке. Через два года Август и Джон Аллены купили акции компании Canfield, что стало первым предприятием братских предпринимателей.

### Переезд в Техас
Летом 1832 года братья Аллены ушли из фирмы и переехали в Техас, где начали проживать в городе Галвестон, а позже в Сан-Огастине. В 1833 году они присоединились к группе спекулянтов земельных участков в городке Накодочес и стали участвовать в различных предприятиях, включая приобретения и продажи свидетельств на земельные участки. Когда началась война за независимость Техаса (1835 год), братья не стали записываться в армию, но снабжали материалами корабль «Брут» для защиты водных территорий. Увеличивающиеся возражения на действия братьев, как на гражданские лица, которые не были членами вооружённых сил Техаса, и слухи о каперстве вынудили их продать судно «Брут» в январе 1836 года. «Брут» стал вторым судном в молодом флоте Техаса.

Ещё один портрет

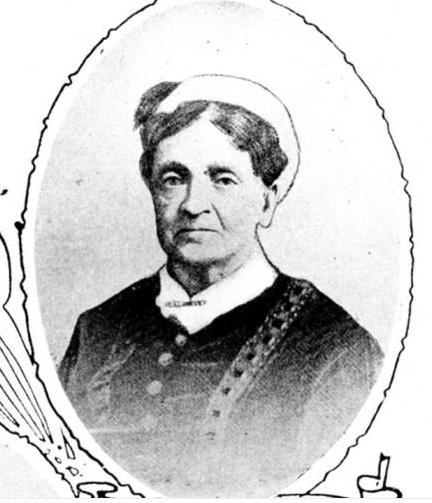
Жена Шарлотта Аллен

В январе 1836 года начали обдумывать покупку земли около городка Гаррисберг. Размышляя о покупке, они считали, что это перспективная земля: благоустроенная территория, есть источник воды — река Буффало-Байю. 26 августа 1836 года братья купили 6 600 акров вдоль реки, эту дату принято считать датой основания Хьюстона. По предложению жены Августа, Шарлотты Аллен основанный город назвали в честь героя того времени, главнокомандующего армией Техаса во время Техасской революции — Сэма Хьюстона.
В 1837 году для путешественников в Техасе было трудно найти помещение или еду. Братья открыли собственный дом, пригодный для проживания, для тех, кто как раз нуждался в жилье. Бухгалтер Уильям Баркер, работавший с ними, считал, что доход мог составить более 3 000 $ в год. Братья же считали, что гостеприимство принесёт большое количество возвращающихся людей, что сказалось бы на развитии нового города. В 1838 году младший брат Джон Аллен умер от лихорадки, что позже привело к ссоре в семье из-за денежных средств. В итоге эта ссора довела до развода супругов в 1850 году.

### Дальнейшая жизнь
Здоровье Августа ухудшалось, и в 1840-х он переехал в Мексику. Там он познакомился, а позже стал дружить с президентом Мексики Бенитом Хуаресом. В 1852 году был назначен консулом США в городке Санто-Доминго-Теуантепек, а в 1858 году конуслом США в Минотитлане.
Незадолго до смерти, в 1864 году, зная, что он уже не в состоянии восстановить здоровье, переехал в Вашингтон. Вскоре после приезда заболел воспалением лёгких. Скончался 11 июня 1864 года. Похоронен на кладбище Гринвуд, в Бруклине (Нью-Йорк).

## Память

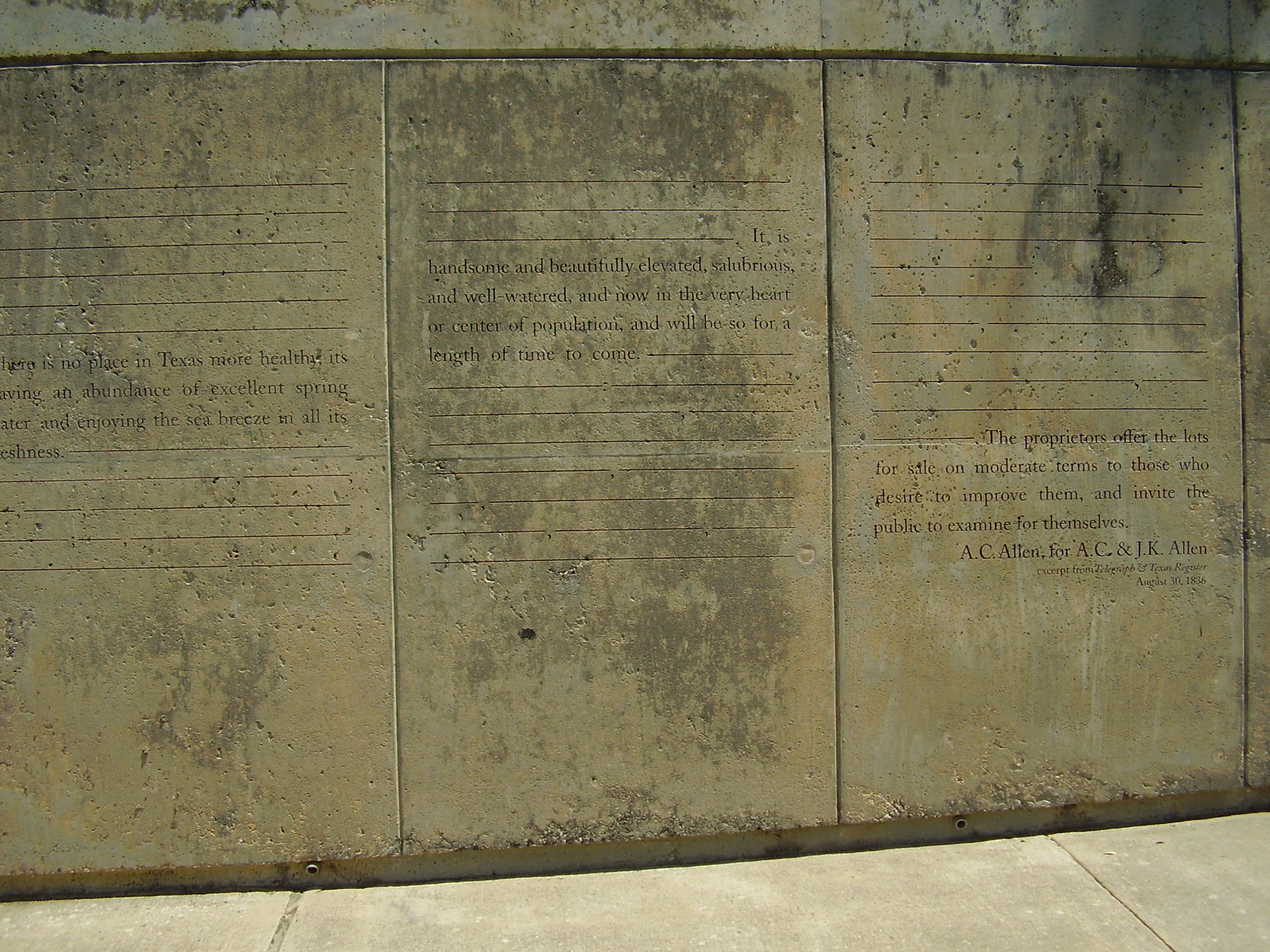
Надпись в центре города Хьюстона, ознаменовывающий фонд Хьюстона братьев Алленов — выдержка из Регистра Телеграфа и Техаса, датированна 30 августа 1836 года

- Автомобильная трасса Allen Parkway[англ.] в Хьюстоне
- Район Allen's Landing[англ.] в Хьюстоне